# Teòfil (historiador)
Teòfil (en llatí Teophilus, en grec antic Θεόφιλος) fou un historiador i geògraf grec probablement del segle i.
Amb el nom de Teòfil, sense cap més indicació, diversos autors fan referència a diverses obres que segurament van ser escrites pel mateix personatge. Flavi Josep diu que era un dels escriptors que donaven notícia dels jueus. Plutarc esmenta el llibre tercer d'una obra sobre sobre Itàlia (Ἰταλικα), i el segon llibre d'una altra sobre el Peloponès (Πελοποννησιακά). Claudi Ptolemeu fa referència a l'obra Περιήγησις el llibre onzè de la qual és citat també per Esteve de Bizanci. Plutarc finalment cita el primer llibre d'una altra obra de Teòfil, περὶ λὶγων.